# Wolbrom (công xã)
Gmina Wolbrom (tiếng Đức: Wolfram) là một vùng thành thị - nông thôn (quận hành chính) ở Olkusz, Voivodeship Ba Lan, ở miền nam Ba Lan. Khu hành chính của nó là thị trấn Wolbrom, nằm khoảng 20 kilômét (12 mi) phía đông bắc của Olkusz và 40 km (25 mi) phía bắc thủ đô Kraków.
Gmina có diện tích 150,82 kilômét vuông (58,2 dặm vuông Anh), và tính đến năm 2006, tổng dân số của nó là 23.454 (trong đó dân số của Wolbrom lên tới 9.075, và dân số của vùng nông thôn của Gmina là 14.379).

## Làng
Ngoài thị trấn Wolbrom, Gmina Wolbrom chứa các làng và các khu định cư của BOZA Wola, Brzozówka, Budzyń, Chelm, Chrząstowice, Dłużec, Domaniewice, Gołaczewy, Jeżówka, Kaliś, Kąpiele Wielkie, Kąpiołki, Lgota Wielka, Lgota Wolbromska, Łobzów, Miechówka, Nowa Laka, Okupniki, Podlesice Drugie, Poręba Dzierżna, Poręba Gorna, Strzegowa, Sulisławice, Wierzchowisko, Wymysłów, Zabagnie, Załęże, Zarzecze và Zasępiec.

## Gmina lân cận
Gmina Wolbrom giáp với Gmina của Charsznica, Gołcza, Klucze, Olkusz, Pilica, Trzyciąż và Żarnowiec.